# Pętla Boryszyńska

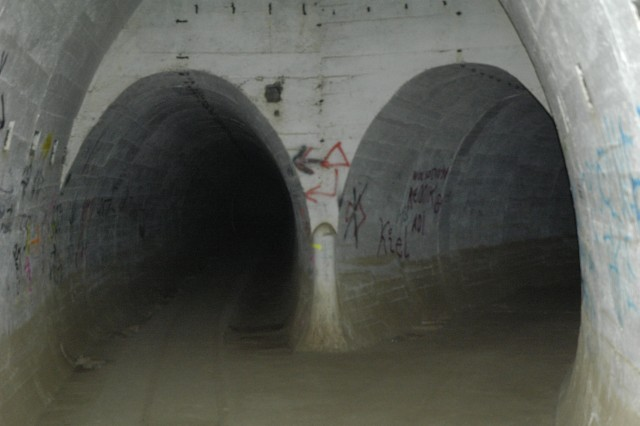
Jedno z wielu rozwidleń tuneli komunikacyjnych na Pętli

Pętla Boryszyńska (niem. Burschener Schleife) – potoczna nazwa południowej części podziemi centralnego odcinka Międzyrzeckiego Rejonu Umocnionego niem. Ostwall lub Festungsfront im Oder-Warthe Bogen (OWB), mająca w założeniu stanowić zaplecze niewybudowanej baterii pancernej nr 5. Nieco na wschód od Pętli Boryszyńskiej znajdują się schrony Grupy Warownej „Jahn”.
Podziemia Pętli Boryszyńskiej wchodzą w skład Rezerwatu przyrody Nietoperek, dodatkowo od 1995 roku na jej terenie funkcjonuje trasa turystyczna, z infrastrukturą i wejściem położonym przy niedokończonym schronie Pz.W. Nord.